# Karl Kaltwasser
Karl Kaltwasser (* 17. September 1894 in Wiesbaden; † 28. März 1979 in Kassel) war ein deutscher Autor und während des nationalsozialistischen Deutschen Reiches als nationalsozialistisch-völkischer Kulturpolitiker Landesleiter der Reichsschrifttumskammer des Gaus Kurhessen sowie seit ihrer erneuten Gründung 1942 bis etwa 1970 Geschäftsführer der Brüder Grimm-Gesellschaft Kassel.

## Leben und Wirken
Kaltwasser, Sohn eines Handwerkers, besuchte das Staatliche Realgymnasium in Wiesbaden und legte Ostern 1914 sein Abitur ab. Im August desselben Jahres wurde er zum Wehrdienst eingezogen und verbrachte die nächsten Jahre an der Westfront. 1916 erlitt er vor Verdun eine schwere Verwundung; bei Kriegsende befand er sich in Flandern. Ab 1918 setzte er sein 1914 begonnenes Studium der Kunstgeschichte, Literaturgeschichte und Philosophie an der Ludwig-Maximilians-Universität München fort, wechselte 1923 nach Frankfurt und machte 1925 dort sein Examen. Ab 1925 betätigte er sich als freier Autor, Theaterkritiker und Publizist, hielt Vorträge, veranstaltete Schulungen und wissenschaftliche Führungen. 1931 ging er wegen der Berufstätigkeit seiner Frau nach Kassel. Dort setzte er seine Tätigkeit als Privatgelehrter fort.
In seiner Rede zur feierlichen Eröffnung der Grimm-Gesellschaft vom 19. November 1942 äußerte Kaltwasser sich dazu, inwiefern die Gründung der Gesellschaft, die von namhaften Parteifunktionären (außer Kaltwasser dem Gauleiter Karl Weinrich, seinem Stellvertreter Max Solbrig und dem Oberpräsidenten Philipp von Hessen) vollzogen wurde, sich in die kulturpolitische Strategie der NSDAP einordnete:
„Der Aufruf zur Begründung einer Brüder Grimm-Gesellschaft mit dem Sitz in Kassel hat bei uns, hat draußen im Reich und hat auch, wie eine Reihe von Feldpostbriefen beweist, bei Soldaten der Front lebhaften Widerhall geweckt. Was der Gauleiter unseres Gaues im Bewußtsein seiner kulturellen Verantwortung als Vertreter und Statthalter des Führers in einem Herzland des Reiches mit diesem Aufruf anregte, hatte […] bei uns und draußen in mehr als einem Kopfe bereits länger oder kürzer gelebt, wenn auch in sehr verschiedener Gestalt […]. Wie auch immer das gedankliche Vorleben dessen, was wir heute hier unternehmen, in den verschiedenen Köpfen ausgesehen haben mag, es beweist, daß mit dem Aufruf des Gauleiters nicht etwas Zufälliges geschah […], sondern daß hier etwas ins Leben gerufen wurde, das zum Leben drängte und das in Wirklichkeit werden mußte, wenn nicht ein tiefer Sinn unerfüllt bleiben und eine große Aufgabe übersehen werden sollte. […] Daß sie der notwendigen Zurückbesinnung unseres Volkes auf seine echten Bedürfnisse diene, edelstes deutsches Erbe dafür lebendig erhalte und in seinem Geiste weiterwirke, das erwartet mit Fug und Recht die Zeit von einer Brüder Grimm-Gesellschaft.“
Kaltwasser, dessen Publikationen als Schriftsteller und Geschäftsführer der Brüder Grimm-Gesellschaft Kassel in einem überschaubaren Rahmen blieben, betätigte sich auch als Literaturkritiker. In seiner 1938 publizierten Rede Vom tätigen Wort bezog er sich auf den Dichter Hans Grimm, mit dem er persönlich in Verbindung stand und dessen Unterscheidung zwischen „tätigem“ und „eitlem“ Wort er in seiner Rede aufnahm. Die Aufgabe der „Schrifttumsarbeit“ sieht Kaltwasser im „Dienst […] am tätigen deutschen Wort, am tätigen deutschen Buch, am tätigen deutschen Schrifttum überhaupt“ und fasst zusammen, dass „unser Kampf, unsere Abwehr dem eitlen und unser Dienst dem tätigen Wort“ gelte. Jenes habe eine Literatur erzeugt, die die deutsche Welt niedergerissen und unverständige Fremdlinge beim Zerstören unterstützt habe. „Wir wissen heute, wie gefährlich für das ganze völkische Leben eine Herrschaft des eitlen Wortes werden kann“. Kaltwassers Kritik gilt jenen „eitlen, quälsüchtigen und auf Zersetzung bedachten Literaten“, die des deutschen Volkes größten Opfergang, den Ersten Weltkrieg, „verzerrten und erniedrigten“: „Nie werden unsere Nachfahren verstehen, wie das deutsche Volk soviel Krankes und Zersetzendes, soviel unnatürlich Übersteigertes, soviel zucht- und schamlos Übertriebenes in sein Leben strömen ließ aus Büchern seiner Sprache“. Hauptkriterium dafür, welches Schrifttum in Deutschland zulässig sei, müsse es künftig allein sein, dass es „deutsch“ in dem von ihm dargestellten Sinn sei: „Vor allem aber gilt es zu s e i n . Wahr zu sein, treu zu sein, deutsch zu sein“.
In der Sowjetischen Besatzungszone wurden Kaltwassers Schriften Das Schicksalsbuch. Eine wahre Geschichte um „Volk ohne Raum“ (1937), Vom tätigen Wort (1938) und Lebendiges Erbe. Rede zur feierlichen Eröffnung der Brüder Grimm-Gesellschaft in Kassel (1943) auf die Liste der auszusondernden Literatur gesetzt.
Nach dem Zweiten Weltkrieg veröffentlichte Kaltwasser einen Bildband über Wilhelmshöhe und Schloß Wilhelmsthal und gab 1957 die Kasseler Stadtgeschichte von Paul Heidelbach nach dessen Tod heraus. Zusammen mit Karl Vötterle und Bernhard Martin war er 1952–1958 Herausgeber der Kulturzeitschrift „Die neue Schau“. 
Kaltwasser war von 1952 bis 1968 Stadtverordneter der Kasseler FDP und von 1956 bis 1968 deren Fraktionsvorsitzender. Er agierte damit in einer Partei, die – so Richard Wurbs – „nach dem Krieg eher national eingestellt“ war und in der Kaltwasser „die Kunst- und Kulturpolitik der Stadt Kassel maßgeblich mitbestimmte“.
Ein Teilnachlass von Kaltwasser befindet sich im Stadtarchiv Kassel. In Kassel erinnert die Karl-Kaltwasser-Straße an ihn.

## Veröffentlichungen (Auswahl)
- Das Schicksalsbuch. Eine wahre Geschichte um „Volk ohne Raum“. Langen/Müller, München 1937.
- Vom tätigen Wort. Eine Rede. Bärenreiter, Kassel o. J. (1938).
- Kleine Stadt. Langewiesche, Königstein 1941.
- Der Kefermarkter Altar Langewiesche, Königstein 1941.
- Lebendiges Erbe. Rede zur feierlichen Eröffnung der Brüder Grimm-Gesellschaft in Kassel. Bärenreiter, Kassel o. J. (Rede vom 19. November 1942).
- Wilhelmshöhe und Schloß Wilhelmstal. Langewiesche, Königstein 1955.